# Фонсдейл
Фонсдейл (англ. Faunsdale) — місто (англ. town) в США, в окрузі Маренго штату Алабама. Населення — 90 осіб (2020).

## Географія
Фонсдейл розташований за координатами 32°27′27″ пн. ш. 87°35′38″ зх. д. / 32.45750° пн. ш. 87.59389° зх. д. (32.457614, -87.593789).  За даними Бюро перепису населення США в 2010 році місто мало площу 0,72 км², уся площа — суходіл.

## Демографія
Згідно з переписом 2010 року, у місті мешкало 98 осіб у 36 домогосподарствах у складі 26 родин. Густота населення становила 137 осіб/км².  Було 41 помешкання (57/км²).
Расовий склад населення:
| - 67,3 % — білих - 32,7 % — чорних або афроамериканців |

До двох чи більше рас належало 0,0 %. Частка іспаномовних становила 0,0 % від усіх жителів.
За віковим діапазоном населення розподілялося таким чином: 32,7 % — особи молодші 18 років, 52,0 % — особи у віці 18—64 років, 15,3 % — особи у віці 65 років та старші. Медіана віку мешканця становила 39,0 року. На 100 осіб жіночої статі у місті припадало 104,2 чоловіків;  на 100 жінок у віці від 18 років та старших — 100,0 чоловіків також старших 18 років.
Середній дохід на одне домашнє господарство  становив 36 704 долари США (медіана — 20 625), а середній дохід на одну сім'ю — 44 173 долари (медіана — 15 750). За межею бідності перебувало 30,2 % осіб, у тому числі 50,0 % дітей у віці до 18 років та 0,0 % осіб у віці 65 років та старших.
Цивільне працевлаштоване населення становило 14 особи. Основні галузі зайнятості: виробництво — 28,6 %, мистецтво, розваги та відпочинок — 28,6 %, оптова торгівля — 21,4 %, освіта, охорона здоров'я та соціальна допомога — 21,4 %.